# Joseph Agbeko
Joseph Agbeko (ur. 22 marca 1980 w Akrze) – ghański bokser, były zawodowy mistrz świata organizacji IBF w kategorii koguciej (do 118 funtów).
Karierę zaczął w grudniu 1998 roku. 18 maja 2004 roku przegrał decyzją większości z brązowym medalistą olimpijskim z Sydney i przyszłym mistrzem świata organizacji WBA, Wołodymyrem Sydorenko. Była to jak dotąd jego jedyna porażka.
29 września 2007 roku niespodziewanie wygrał z Luisem Alberto Pérezem przez techniczny nokaut w siódmej rundzie i został mistrzem świata IBF w kategorii koguciej. Przed tą walką Agbeko figurował tylko w rankingu IBF – na miejscu 15. W rankingach pozostałych trzech najbardziej prestiżowych organizacji bokserskich nie był notowany.
11 grudnia 2008 roku skutecznie obronił swój tytuł, pokonując decyzją większości na punkty Williama Gonzaleza. 11 lipca 2009 roku pokonał jednogłośnie na punkty Wachtanga Darcziniana. Obydwaj bokserzy leżeli w tym pojedynku na deskach, a Agbeko wygrał w stosunku 116-111, 114-113 i 114-113.
Tytuł mistrzowski stracił 31 października 2009 roku, przegrywając na punkty z Yonnhy Pérezem.